# 兼六園
兼六園，日本三名園之一，位於石川縣金澤市，名列日本国之特别名胜，面积约11.7公顷。起源於17世紀中期加賀藩在金澤城的外郭造營的藩庭，是江戶時代代表的池泉回遊式庭園。和岡山市的後樂園、水戶市的偕樂園並稱日本三名園。1922年，指定為國之名勝、1985年，指定為國之特別名勝。冬季時以雪吊的風景而聞名。

## 历史
1676年（延宝4年），加贺藩4代藩主前田纲纪将建在面向金泽城斜坡上的作事所迁往城内，并在原地建起私人别墅「莲池御殿」，并在周围修建庭院，当时称为「莲池庭」，此为兼六园的前身，是历代藩主、重臣宴请宾客之地，却于1759年（宝历9年）烧毁。15年后，1774年（安永3年），10代藩主前田治修开始重建莲池庭，于1776年（安永5年）完成。
11代藩主前田齊廣，1819年（文政2年）宣布隐居，于千岁台修建隐居所。3年后建成拥有逾200间房屋的「竹泽御殿」，并被松平定信命名为「兼六园」。

## 语源
兼六出自宋朝詩人李格非的《洛陽名園記》，分別是「宏大・幽邃・人力・蒼古・水泉・眺望」，是好的園林的六種特質（原文：“洛人云，园圃之胜，不能相兼者六：务宏大者少幽邃；人力胜者少苍古；多水泉者难眺望。兼此六者，唯湖园而已。予尝游之，信然”）。

## 园内主要建筑
- 夕顔亭
- 瓢池
- 噴水
- 翠滝
- 広坂休憩所
- 明治記念之標
- 雁行橋
- 曲水

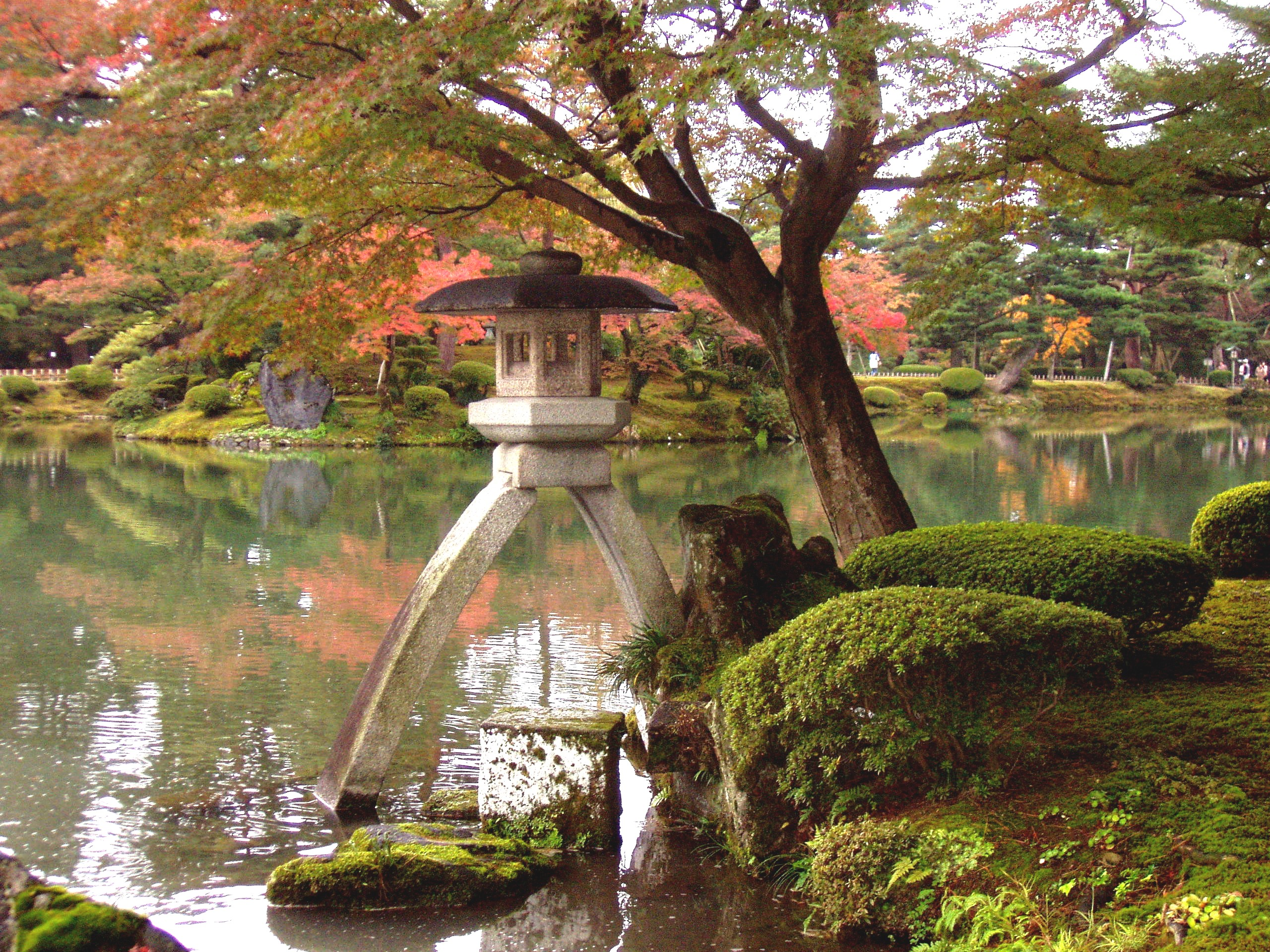
石燈籠
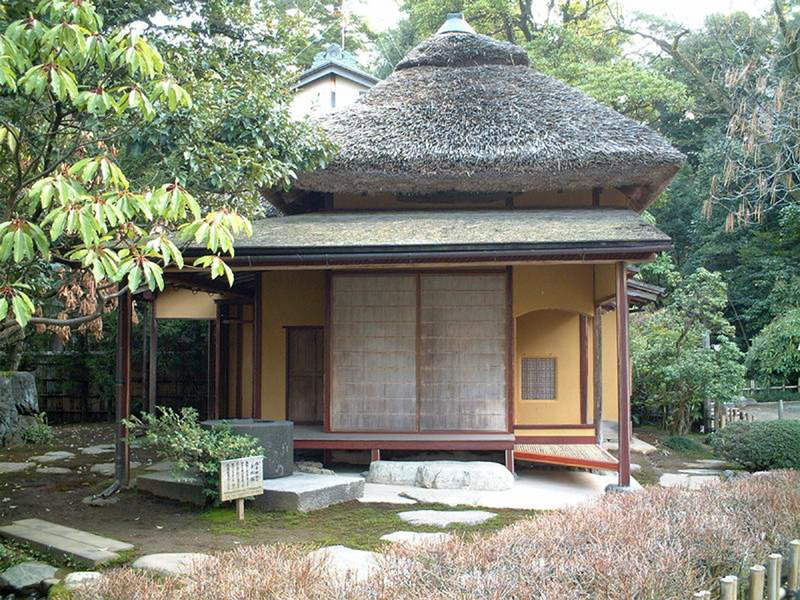
夕顔亭
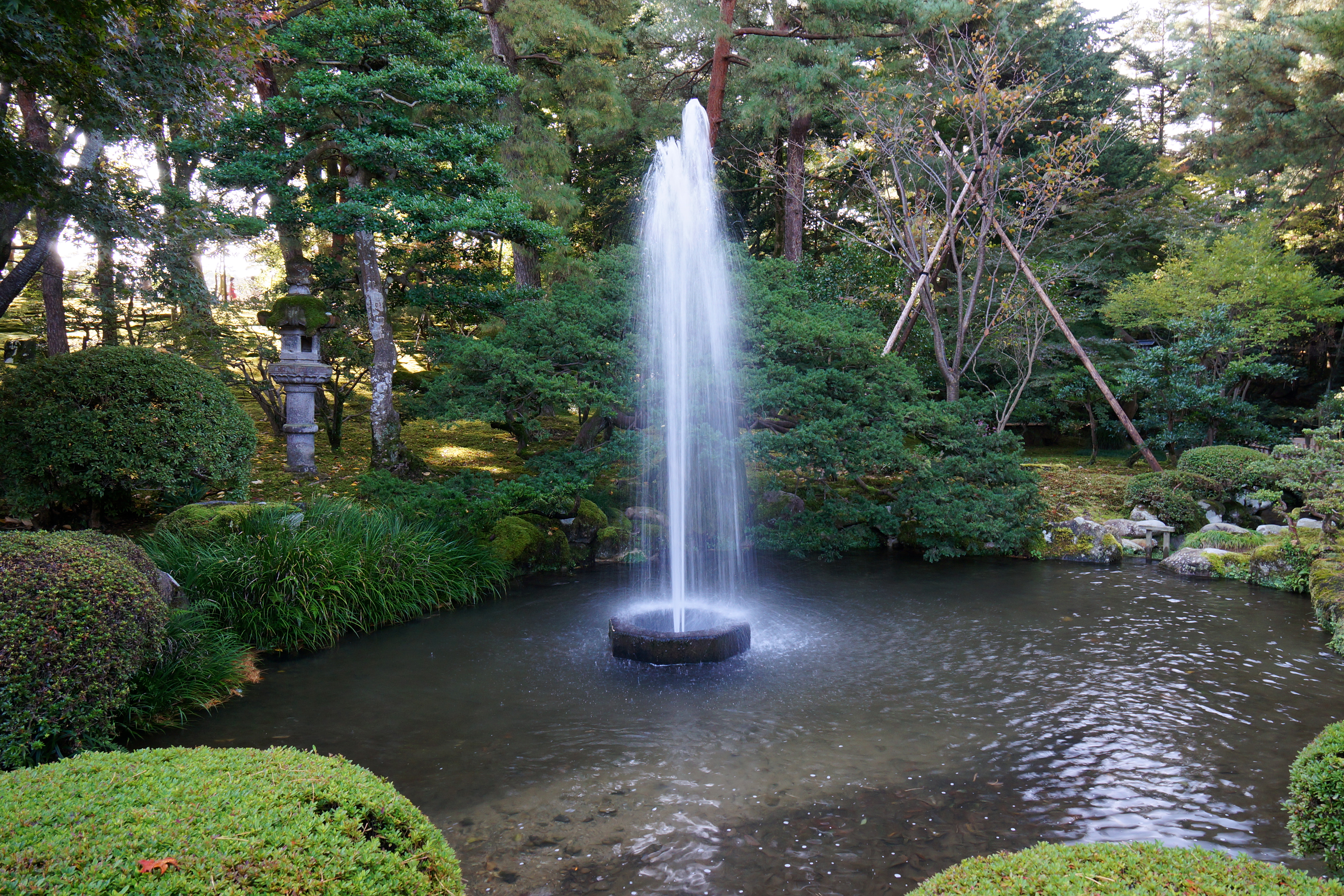
噴水
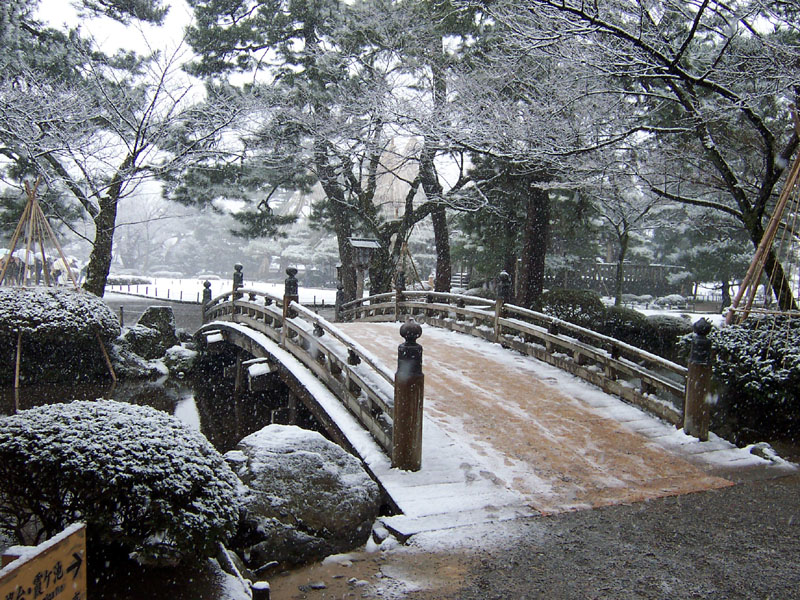
花見橋雪景，12月
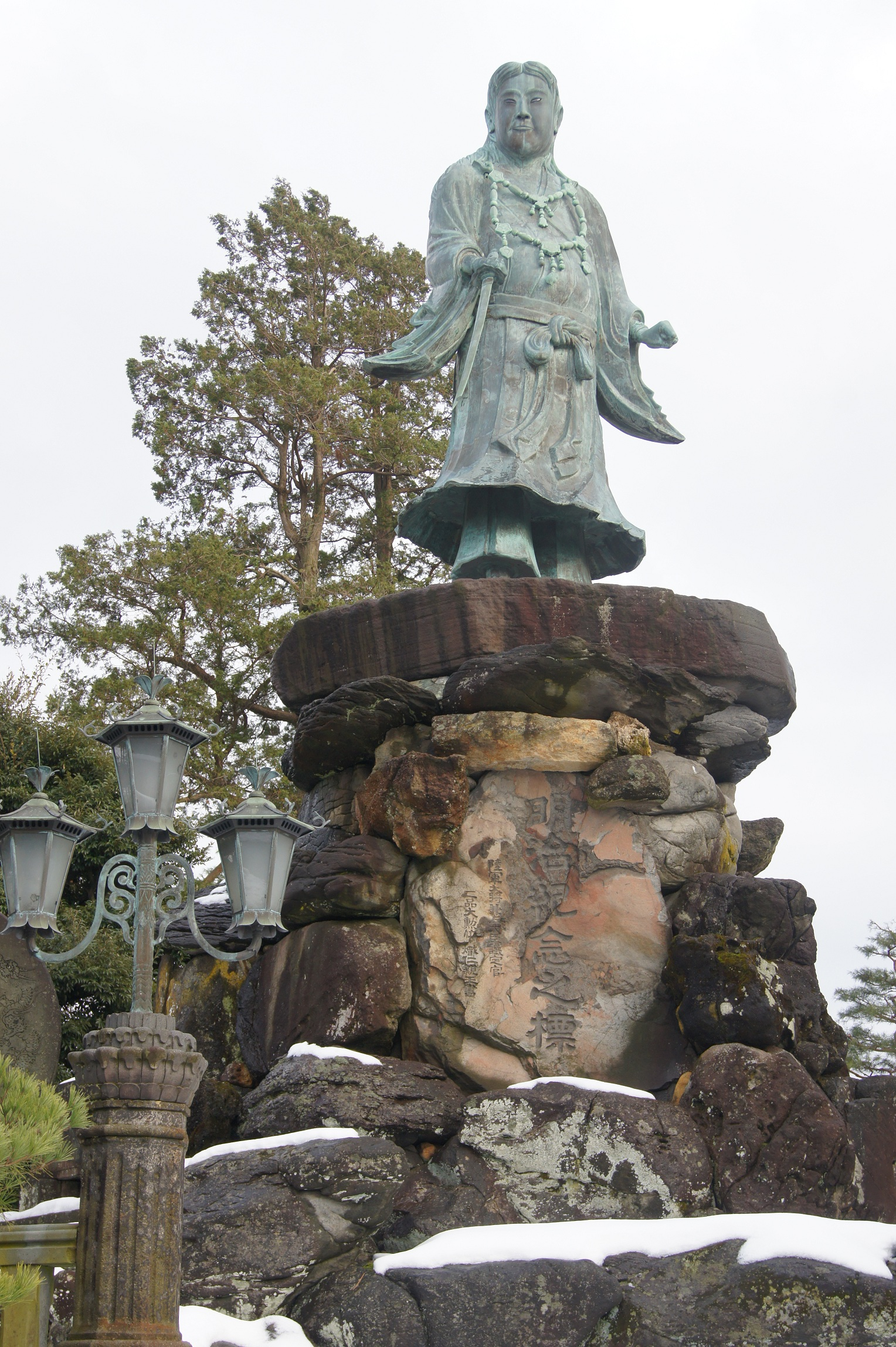
明治纪念之標

## 關連項目
- 日本三名園
- 後樂園
- 偕樂園
- 辰巳用水
- 日本櫻名所100選

## 外部連結
- 兼六園 （页面存档备份，存于） - 公式サイト
- 兼六園 名園記 （页面存档备份，存于） - 石川新情報書府
- 成巽閣 （页面存档备份，存于） - 公式サイト